# Soiano del Lago
Soiano del Lago là một đô thị thuộc tỉnh Brescia trong vùng Lombardia ở Ý. Đô thị này có diện tích 5 km², dân số 1517 người.
Đô thị này giáp với các đô thị sau: Calvagese della Riviera, Manerba del Garda, Moniga del Garda, Padenghe sul Garda, Polpenazze del Garda.